# Championnats du monde d'escalade 1993
Navigation
Édition précédente Édition suivante
Les Championnats du monde d'escalade 1993 se sont tenus à Innsbruck, en Autriche, le 30 avril 1993.

## Podiums

### Hommes
| Épreuves   | Or                         | Argent                   | Bronze                       |
| ---------- | -------------------------- | ------------------------ | ---------------------------- |
| Difficulté | France François Legrand    | Allemagne Stefan Glowacz | Japon Yuji Hirayama          |
| Vitesse    | Russie Vladimir Netsvetaev | Ukraine Serik Kazbekov   | Ukraine Yevgen Kryvosheytsev |

### Femmes
| Épreuves   | Or                | Argent                      | Bronze                    |
| ---------- | ----------------- | --------------------------- | ------------------------- |
| Difficulté | Suisse Susi Good  | États-Unis Robyn Erbesfield | France Isabelle Patissier |
| Vitesse    | Russie Olga Bibik | Belgique Isabelle Dorsimond | Pologne Renata Piszczek   |